# Ogulnius
Ogulnius là một chi nhện trong họ Theridiosomatidae.

## Các loài
- Ogulnius barbandrewsi Miller, Griswold & Yin, 2009
- Ogulnius clarus Keyserling, 1886
- Ogulnius cubanus Archer, 1958
- Ogulnius fulvus Bryant, 1945
- Ogulnius gertschi Archer, 1953
- Ogulnius gloriae (Petrunkevitch, 1930)
- Ogulnius hapalus Zhao & Li, 2012
- Ogulnius hayoti Lopez, 1994
- Ogulnius infumatus Simon, 1898
- Ogulnius latus Bryant, 1948
- Ogulnius obscurus Keyserling, 1886
- Ogulnius obtectus O. Pickard-Cambridge, 1882
- Ogulnius pallisteri Archer, 1953
- Ogulnius pullus Bösenberg & Strand, 1906
- Ogulnius tetrabunus (Archer, 1965)
- Ogulnius yaginumai Brignoli, 1981